# Psectrogaster ciliata
Psectrogaster ciliata är en fiskart som först beskrevs av Müller och Troschel, 1844.  Psectrogaster ciliata ingår i släktet Psectrogaster och familjen Curimatidae. Inga underarter finns listade i Catalogue of Life.